# Münster (Bavière)
Pour les articles homonymes, voir Munster.
Münster est une commune de Bavière (Allemagne), située dans l'arrondissement de Danube-Ries, dans le district de Souabe.